# Pampa del Indio
Pampa del Indio é uma cidade da Argentina, localizada na província de Chaco.